# Toni Servillo
Toni Servillo, właśc. Marco Antonio Servillo (ur. 25 stycznia 1959 w Afragoli) – włoski aktor i reżyser teatralny.
Laureat Europejskiej Nagrody Filmowej dla najlepszego aktora za rolę szefa gospodarki odpadami w dramacie kryminalnym Matteo Garrone Gomorra (2008) i jako Jep Gambardella w komediodramacie Paola Sorrentino Wielkie piękno (2013). Czterokrotny zdobywca nagrody David di Donatello dla najlepszego włoskiego aktora roku za role w filmach: Skutki miłości (2004), Dziewczyna z jeziora (2007), Boski (2008) i Wielkie piękno (2013).
W 2020 „The New York Times” umieścił Servillo na siódmej pozycji w rankingu 25 najwybitniejszych aktorów XXI wieku.
W latach 80. i 90. wystawił kilka sztuk teatralnych i oper w całych Włoszech, w tym Fidelio, Borys Godunow, Ariadna na Naksos, Mizantrop, Świętoszek, Traviata czy Tosca.